# Carlo Schäfer

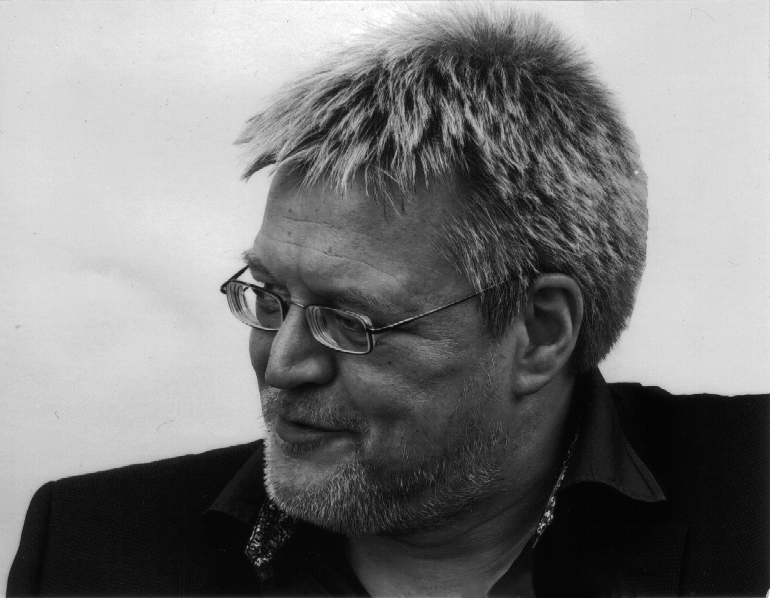
Carlo Schäfer (2013)

Carlo Schäfer (eigentlich Karl Christoph Schäfer; * 2. Januar 1964 in Heidelberg; † 8. September 2015 in
Nettancourt in Lothringen) war ein deutscher Autor von Kriminalromanen.

## Leben
Carlo Schäfer wuchs als jüngstes von drei Kindern in Pforzheim auf; sein Vater war dort evangelischer Pfarrer. Nach dem Abitur studierte Schäfer in Heidelberg zunächst Germanistik an der Universität, wechselte aber bald an die dortige Pädagogische Hochschule. Nach dem Studium arbeitete er zehn Jahre als Hauptschullehrer in Mannheim. Seit 2003 war Schäfer Dozent an der Pädagogischen Hochschule in Heidelberg (Institut für deutsche Sprache und Literatur und ihre Didaktik).
Schäfer trat auch als Musiker und Kabarettist auf. Überregional bekannt wurde er jedoch ab 2002 als Krimiautor.
Sein Protagonist, der Erste Hauptkommissar Theuer, ist ein gleichermaßen grüblerischer wie desillusionierter Mitt-Fünfziger, der mit seinen zwischen Lustlosigkeit und Übermotivation schwankenden Team-Kollegen Haffner, Leidig, Stern und Senf fünf literarisch dokumentierte Fälle bewältigt hat.
Seine Romane zeichnen sich durch eine differenzierte, stellenweise auch experimentelle Sprache aus und leben von einem genau beobachteten kurpfälzischen Lokalkolorit bei den Schilderungen der Atmosphäre an den Schauplätzen in Heidelberg und Mannheim.
Carlo Schäfer starb unerwartet während eines Urlaubs mit seiner Frau Dorit in Frankreich.

## Werke
- Im falschen Licht. Kriminalroman. Rowohlt, Reinbek bei Hamburg 2002 und 2004, ISBN 3-499-23283-9 / ISBN 978-3-499-23723-2 (einmalige Sonderausgabe 2004).
- Der Keltenkreis. Kriminalroman. Rowohlt, Reinbek bei Hamburg 2003, ISBN 3-499-23414-9.
- Das Opferlamm. Kriminalroman. Rowohlt, Reinbek bei Hamburg 2004, ISBN 3-499-23704-0.
- Silberrücken. Kriminalroman. Rowohlt, Reinbek bei Hamburg 2006, ISBN 978-3-499-24107-9
- Schlusslicht. Kriminalroman. Rowohlt, Reinbek bei Hamburg 2007, ISBN 978-3-499-24483-4 (der letzte Band der Reihe).

Nicht in Heidelberg spielen:
- Kinder und Wölfe. Nautilus, Hamburg 2007, ISBN 978-3-89401-551-0 (= Kaliber .64).
- Schattendasein. Der erste Fall von Giovanni und Co. (Jugendkrimi), Verlag an der Ruhr, Mülheim an der Ruhr 2010, ISBN 978-3-8346-0669-3 (= K.L.A.R.-Krimi).
- Verdachtsmomente. Der zweite Fall von Giovanni und Co. (zweiter Band der Jugendreihe), Verlag an der Ruhr, Mülheim an der Ruhr 2010, ISBN 978-3-8346-0733-1 (= K.L.A.R.-Krimi).
- Der Tod dreier Männer. (E-Book) CulturBooks, Hamburg 2013, ISBN 978-3-944818-10-8 (CB Maxi).
  - englisch, übersetzt von Roger Savage: CulturBooks Maxi, March 2015, ISBN 978-3-944818-79-5.
- Schmutz, Katz & Co.: Das erzählerische Werk. CulturBooks, Hamburg 2016 posthum, ISBN 978-3-95988-019-0 (CB Unplugged).

Kein Krimi:
- Was unterscheidet Götter von Menschen? Der Zeichner kann: Mata Hammer. Meisterzeichnungen von Thomas Bickelhaupt. Tausend Rumpelverse von Carlo Schäfer. Verlag der Pädagogischen Hochschule, Ludwigsburg 2005, ISBN 3-924080-30-5.

Beitrag zur Anthologie:
- So wie du mir, 19 Variationen über „Die Judenbuche“ von Annette von Droste-Hülshoff, Günther Butkus, Frank Göhre (Hrsg.), Pendragon, Bielefeld 2010, ISBN 978-3-86532-200-5.